# Подковиньский, Владислав
Влади́слав Подкови́ньский (при жизни и по настоящее время его фамилия по-русски передавалась как Подковинский, вариант написания «Подковиньский» появился в советское время, пол. Władysław Podkowiński; 4 февраля 1866, Варшава — 5 января 1895, там же) — польский художник-импрессионист и символист. Дядя польского журналиста и писателя Мариана Подковиньского.

## Биография
Владислав Подковинский изучал живопись сначала в варшавской Академии изящных искусств, у художников Войцеха Герсона и Александра Каминского. Затем — в санкт-петербургской Императорской Академии художеств. По окончании последней, в 1889—1890 годах, работал в Париже. После возвращения на родину в 1890 году поселился в Варшаве, где жил до своей кончины в 1895 году.
Постоянная материальная необеспеченность, бедность мастера привели к развитию туберкулёза, ставшего причиной его ранней смерти в возрасте 29 лет. Похоронен на варшавском кладбище Повонзки.

## Творчество

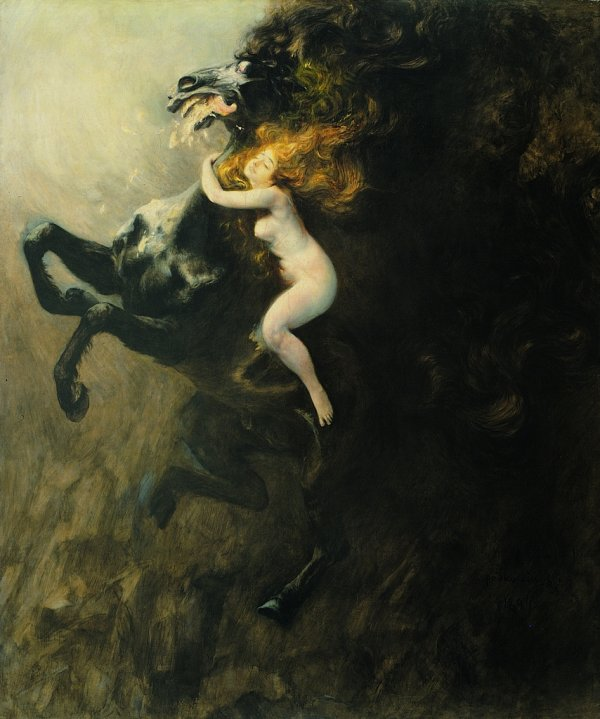
Экстаз (1894)

В Париже молодой художник подпал под влияние импрессионистов, в особенности Клода Моне. Вернувшись в Польшу, Подковинский стал одним из активнейших пропагандистов импрессионизма, однако в последние годы он обратился к символизму. Картина «Экстаз», изображающая обнажённую девушку на коне, является первым значительным произведением символизма в польской живописи и самой известной работой художника.
Художник писал свои картины маслом, создавал также акварели. Отдавал предпочтение фигуративной живописи, пейзажам, писал также портреты. Сотрудничал как художник-иллюстратор с рядом польских периодических изданий («Тыгодник иллюстрованы», «Клосы», «Бесяда литераска» и др.).